# 段谷之戰
段谷之戰，為三國末期，魏安西將軍鄧艾在隴西擊敗蜀大將軍姜維進攻的防禦作戰。

## 背景
蜀漢延熙十八年（255年）九月，蜀大將軍姜維伐魏受挫，退守鍾提（今甘肅臨洮南）。魏安西將軍鄧艾判斷姜維還會伺機進犯，加緊備戰。

## 過程
蜀漢延熙十九年（256年）六月，姜維與鎮西將軍胡濟約定在上邽（今甘肅天水）會合。同年七月，姜維率先出兵祁山（今甘肅東南），聞鄧艾有備，乃改從董亭（今甘肅武山南）攻南安（今甘肅隴西東南）。魏軍搶佔武城山（今甘肅武山西南）據險而防。
姜維見地利已失、強攻難克，乃夜渡渭水東進，沿山進取上邽，兩軍戰於段谷（今甘肅天水西南）。由於胡濟失期未至，蜀軍亦交戰不利，士卒潰散，死傷甚眾。姜維敗歸，自請貶為後將軍。